# Naučná stezka Údolí Plakánek
Naučná stezka Údolí Plakánek je zaniklá naučná stezka, která vedla ze Sobotky před hrad Kost do Vesce. Vytvořena byla v roce 2003, na délku měřila 10 km a nacházelo se zde 11 zastavení. Kdy zanikla, není známo, nicméně v roce 2010 již byla zničena.

## Vedení trasy
Naučná stezka začínala na parkovišti pod zámkem Humprecht, odkud klesala do údolí, mezi poli k obci Nepřívěc a po silnici k železničnímu přejezdu a k zastávce Libošovice. Tady se ještě v roce 2010 nacházel jediný dochovaný informační panel. Krátce pokračovala podél trati a následně mezi poli k torzu Semtinské lípy. Následovala cesta po silnici ke hradu Kost. Stezka dále podcházela hrad a odbočovala vlevo do údolí Plakánek (Střehomský Plakánek) až k Pilskému rybníku (též Obora). Kousek za ním, pod hradištěm Poráň, odbočovala do údolí Veseckého Plakánku. Podél Veseckého potoka mířila až do Vesce a následně k hlavní silnici, k železničnímu přejezdu a zpátky na parkoviště pod Humprecht.

## Zastavení
- Humprecht
- Nepřívěc
- Krajina Sobotecka
- Semtinská lípa
- Kost
- Plakánek
- Pilský rybník
- Roubenka
- Poráň
- Lomy
- Vesec